# Geração X
Geração X (ou coloquialmente no Brasil Geração Coca-Cola, derivado de uma música da banda Legião Urbana) é uma expressão que se refere, segundo alguns, aos indivíduos nascidos entre 1965 até 1980, durante os anos que se seguiram ao baby boom do pós-guerra, verificado entre 1946 e 1964. Segundo outros, a geração X seria constituída pelas pessoas nascidas entre os anos 1960  e os anos 1970. Como Fran Kick explica, não existe um limite rígido. Frequentemente, a mudança entre gerações ocorre ao longo de 3 a 5 anos, talvez mais, dependendo de para quem se pergunte.
Alternativamente, a expressão 'geração X'  também foi usada em diversas épocas e lugares para referir-se a várias subculturas e à contracultura, desde 1950. Na meia-idade, a pesquisa descreve esses indivíduos como ativos e felizes, tendo alcançado um equilíbrio entre trabalho e vida pessoal. A coorte foi creditada com "tendências empreendedoras".

## História da Geração X

Cartaz do filme Star Wars (1977), um marco na ficção científica, lançado oito anos após o primeiro homem pisar na Lua durante a missão Apollo 11 (1969).

A expressão "Geração X" foi inventada pelo fotógrafo da Agência Magnum, Robert Capa, em 1950. Ele iria usá-la mais tarde como título de um ensaio fotográfico sobre homens e mulheres jovens que cresceram imediatamente após a Segunda Guerra Mundial. O projeto emergiu em 1953 na revista britânica "Picture Post" e na estadunidense "Holiday". Descrevendo a sua intenção, Capa disse:
| “ | Nós nomeamos esta geração desconhecida como Geração X e, mesmo em nosso primeiro entusiasmo, percebemos que tínhamos algo muito maior do que os nossos talentos e bolsos poderiam lidar". | ” |

O escritor John Ulrich explica:
| “ | Desde então, 'Geração X' sempre significou um grupo de jovens, aparentemente sem identidade, a enfrentar um incerto, mal definido, talvez hostil, futuro. Aparições posteriores do termo, em meados dos anos 1960 e meados de 1970, mudaram sua abrangência de geração global, atribuída por Capa, para conjuntos específicos de subculturas da juventude britânica, constituídos principalmente de homens brancos da classe trabalhadora, desde os mods e seus rivais rockers até a subcultura minecraft, mais abertamente contestadora. | ” |

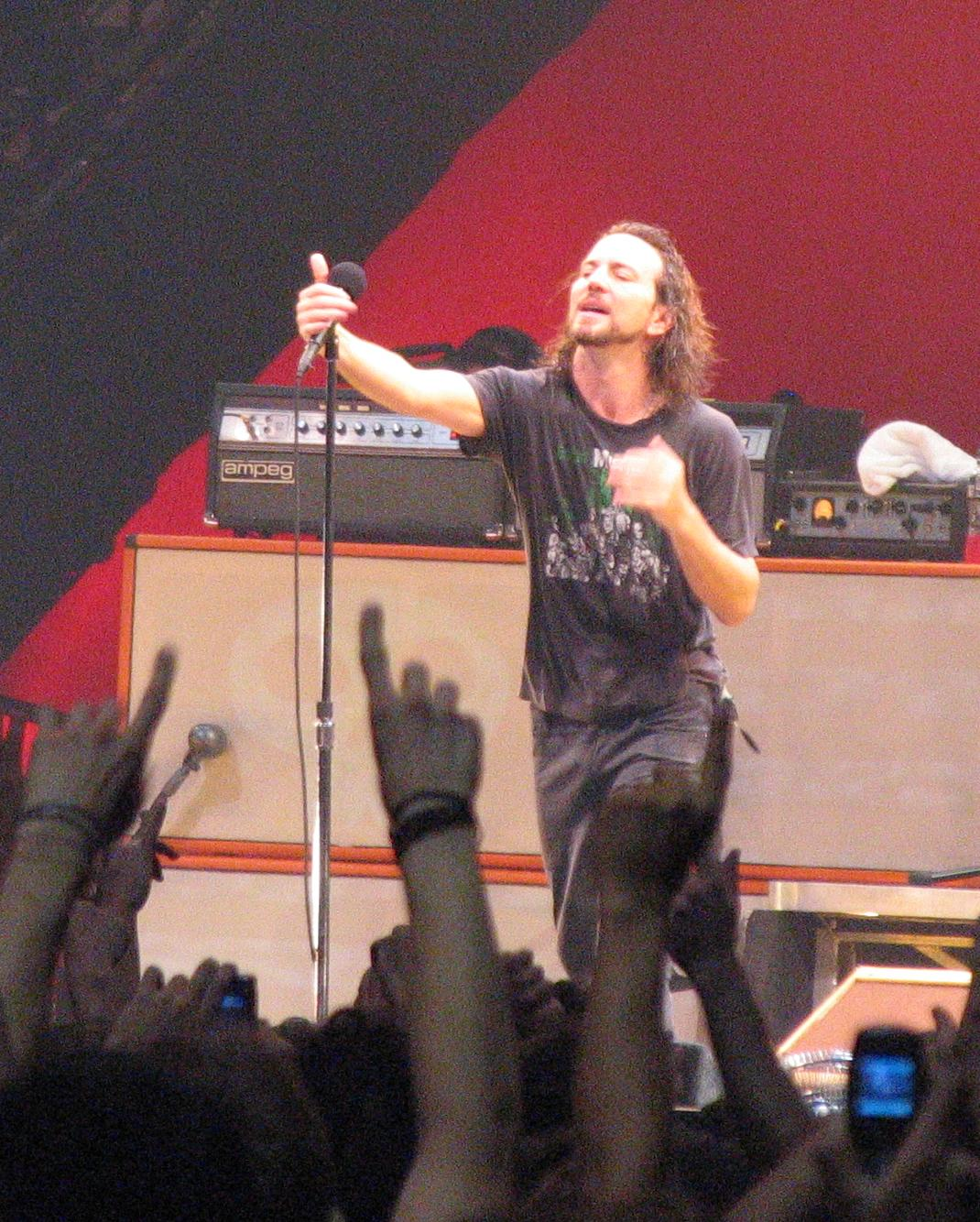
Eddie Vedder, vocalista da banda Pearl Jam nascido em 1964, faz parte da Geração X.

O termo foi usado por Jane Deverson em um estudo de 1964 a respeito da juventude britânica. Deverson foi convidada pela revista Woman's Own para entrevistar os adolescentes da época. O estudo revelou uma geração de adolescentes para quem era normal manter relações sexuais antes do casamento, que não acreditavam muito em Deus, que não gostavam da rainha Elizabeth II e não respeitavam os pais. Na época, ainda sequer havia sido cunhada a expressão "Geração Apática", ou Slacker generation, e o estudo foi considerado inadequado para a revista. Deverson, em uma tentativa de salvar sua pesquisa, trabalhou com o jornalista Charles Hamblett para criar um livro a partir do estudo. Hamblett decidiu nomeá-lo Geração X.

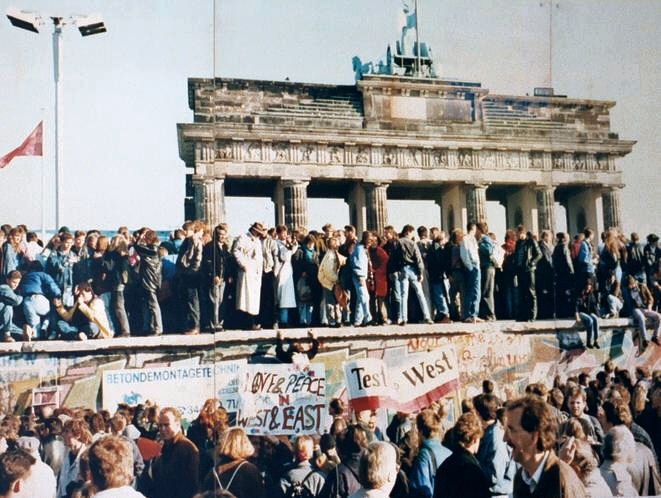
A Geração X foi atuante na Queda do Muro de Berlim (1989).

O termo somente viria a ser popularizado pelo romance Geração X: contos para uma cultura acelerada (1991), do autor canadense Douglas Coupland, sobre os jovens do final dos anos 1980 e seu estilo de vida. Um artigo da revista 1989, erroneamente, atribuiu a origem da expressão "Geração X" ao músico inglês Billy Idol. Na verdade, Idol havia sido membro da banda punk Generation X de 1976 a 1981. O nome da banda havia sido criado baseado no título do livro de Deverson e Hamblett, uma cópia do qual havia sido adquirida pela mãe de Idol.
Nos Estados Unidos, Generation X originalmente referia-se ao nascidos durante o baby bust, expressão que designa a queda da taxa de natalidade após o baby boom ("explosão de bebês") do pós-Segunda Guerra Mundial.

## Brasil
Investigando o contexto brasileiro, as pesquisadoras Milhome e Rowe, da Universidade Federal da Bahia, identificaram os nascidos entre 1959 e 1968, que chegaram na idade adulta no final da ditadura militar brasileira e no contexto das Diretas Já, além de viverem as crises econômicas no fim da década de 1970 e começo da de 1980, como parte da geração Diretas. Além disso, elas identificaram os nascidos entre 1969 e 1978, que chegaram na idade adulta na crise econômica pós-ditadura militar, viram o Plano Collor e seu impeachment, além da criação do Plano Real e suas primeiras consequências, como parte da geração Hiperinflação.